# Lista över fornlämningar i Fagersta kommun
Lista över fornlämningar i Fagersta kommun är en förteckning av ett urval av de fornlämningar som finns i Fagersta kommun.

## Fagersta
| Namn           | Lämningstyp             | Tillkomsttid | Historisk indelning   | Plats | Läge                 | ID-nr          | Bild                                      |
| -------------- | ----------------------- | ------------ | --------------------- | ----- | -------------------- | -------------- | ----------------------------------------- |
| Fagersta 36:1  | Begravningsplats        |              | Fagersta, Västmanland |       | 59.987741, 15.840050 | 10228100360001 | Ladda upp en till bild av detta fornminne |
| Fagersta 37:1  | Begravningsplats        |              | Fagersta, Västmanland |       | 59.954319, 15.782420 | 10228100370001 | Ladda upp en till bild av detta fornminne |
| Fagersta 39:1  | Begravningsplats        |              | Fagersta, Västmanland |       | 60.027816, 15.785723 | 10228100390001 | Ladda upp en bild av detta fornminne      |
| Fagersta 59:1  | Kyrka/kapell            |              | Fagersta, Västmanland |       | 59.955894, 15.894961 | 10228100590001 | Ladda upp en bild av detta fornminne      |
| Fagersta 269:1 | Husgrund, historisk tid |              | Fagersta, Västmanland |       | 60.018652, 15.832979 | 10228102690001 | Ladda upp en bild av detta fornminne      |

## Västervåla
| Namn            | Lämningstyp  | Tillkomsttid | Historisk indelning     | Plats | Läge                 | ID-nr          | Bild                                 |
| --------------- | ------------ | ------------ | ----------------------- | ----- | -------------------- | -------------- | ------------------------------------ |
| Västervåla 25:1 | Gravfält     |              | Västervåla, Västmanland |       | 59.938253, 16.019107 | 10233300250001 | Ladda upp en bild av detta fornminne |
| Västervåla 28:1 | Stensättning |              | Västervåla, Västmanland |       | 59.939998, 16.028351 | 10233300280001 | Ladda upp en bild av detta fornminne |
| Västervåla 28:2 | Hög          |              | Västervåla, Västmanland |       | 59.940104, 16.028666 | 10233300280002 | Ladda upp en bild av detta fornminne |
| Västervåla 28:3 | Stensättning |              | Västervåla, Västmanland |       | 59.940020, 16.028680 | 10233300280003 | Ladda upp en bild av detta fornminne |
| Västervåla 29:1 | Stensättning |              | Västervåla, Västmanland |       | 59.944296, 16.065533 | 10233300290001 | Ladda upp en bild av detta fornminne |
| Västervåla 49:1 | Stensättning |              | Västervåla, Västmanland |       | 59.903497, 16.014973 | 10233300490001 | Ladda upp en bild av detta fornminne |
| Västervåla 49:2 | Stensättning |              | Västervåla, Västmanland |       | 59.903417, 16.015072 | 10233300490002 | Ladda upp en bild av detta fornminne |